# Danh sách kế vị ngai vàng vương thất Thụy Điển

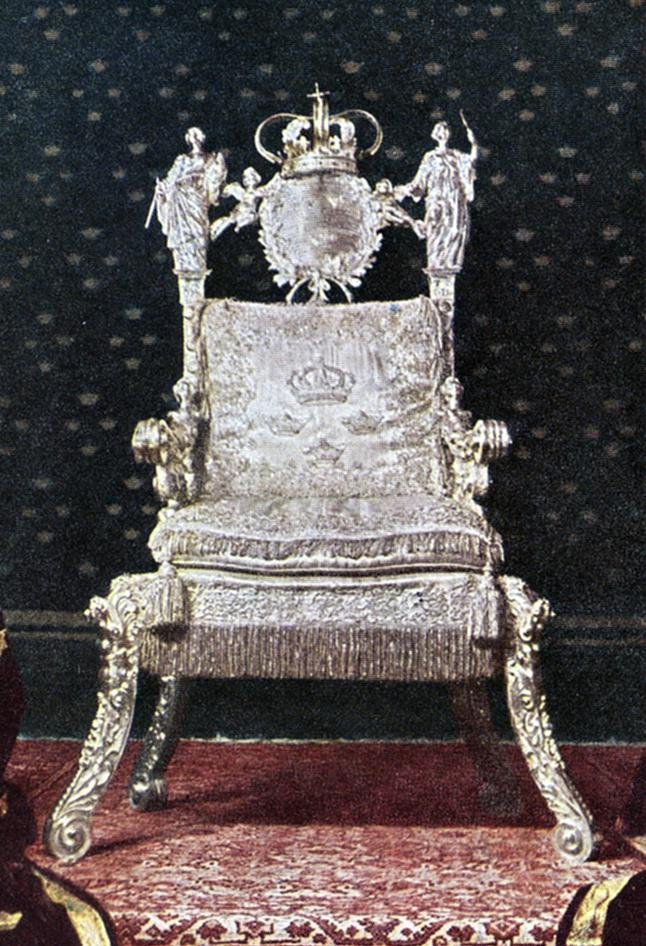
Ngai vàng bằng bạc được các đời vua Thụy Điển sử dụng từ năm 1650

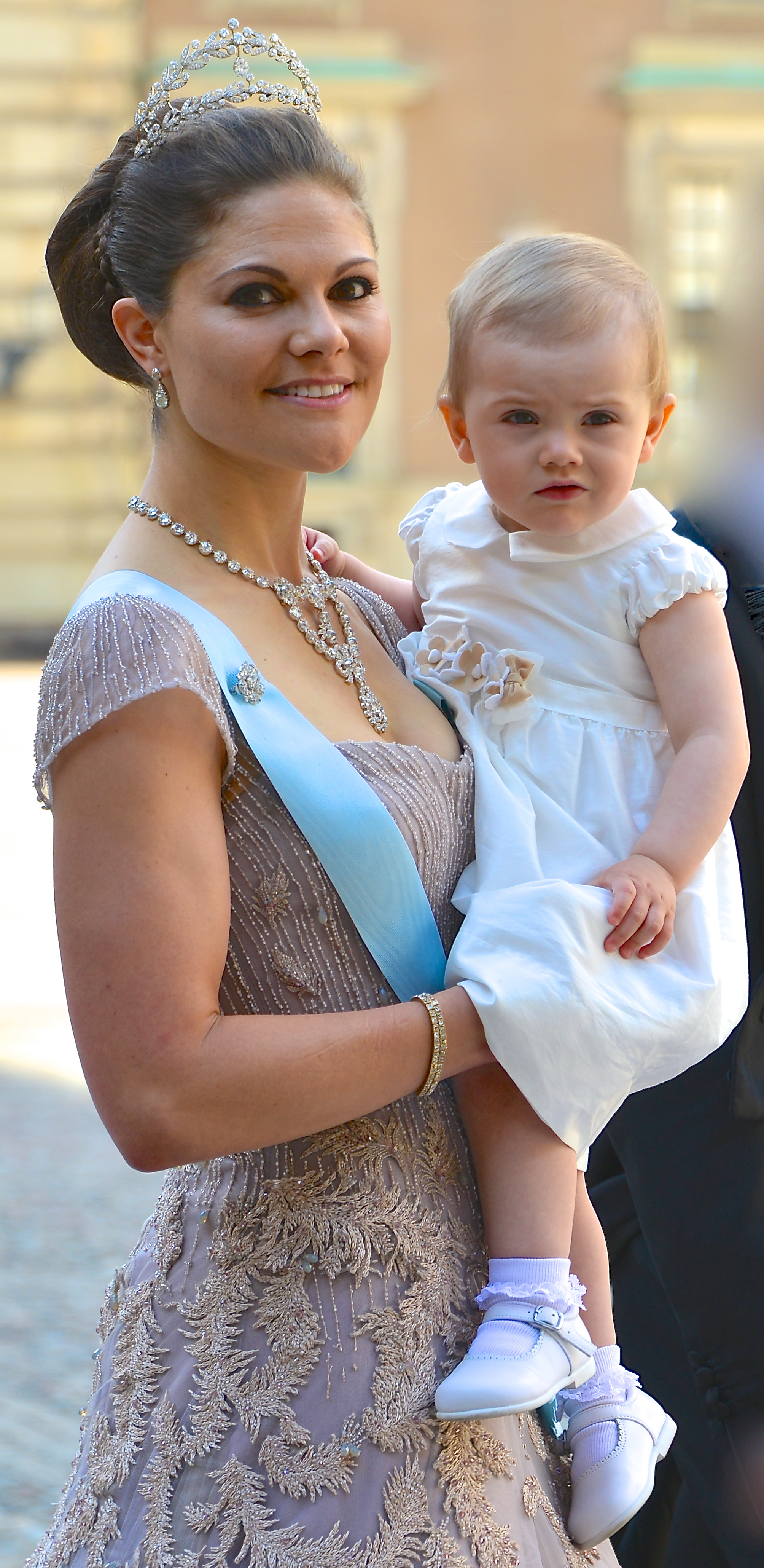
Công chúa Victoria và con gái, Công chúa Estelle đang ở vị trí thứ 1 và thứ 2 trong danh sách kế vị ngai vàng hoàng gia Thụy Điển

Danh sách kế vị ngai vàng Hoàng gia Thụy Điển được hình thành dựa trên Đạo luật Kế vị của Thụy Điển (tiếng Thụy Điển: Successionsordningen) do Quốc hội Thụy Điển và Vua Karl XIII phê chuẩn và thông qua tại Örebro năm 1810.
Năm 1979, Quốc hội Thụy Điển đã thông qua một số sửa đổi của "Luật Kế vị". Theo đó, con trưởng của Quốc vương, dù là Hoàng tử hay Công chúa, đều sẽ trở thành người kế vị ngai vàng tiếp theo của Hoàng gia Thụy Điển. Sửa đổi chính thức có hiệu lực từ ngày 1 tháng 1 năm 1980, đưa Thụy Điển trở thành quốc gia có người kế vị là nữ giới đầu tiên trên thế giới. Trước đó, chỉ có các hoàng nam mới được kế vị ngai vàng hoàng gia.

## Danh sách kế vị ngai vàng
- Vua Carl XVI Gustaf (sinh năm 1946)[3]
  - (1) Thái nữ Victoria, Nữ Công tước xứ Västergötland (sinh năm 1977)[4]
    - (2) Vương tôn nữ Estelle, Nữ Công tước xứ Östergötland (sinh năm 2012)[7]
    - (3) Vương tôn Oscar, Công tước xứ Skåne (sinh năm 2016)

  - (4) Vương tử Carl Philip, Công tước xứ Värmland (sinh năm 1979)
    - (5) Vương tôn Alexander, Công tước xứ Södermanland (sinh năm 2016)
    - (6) Vương tôn Gabriel, Công tước xứ Dalarna (sinh năm 2017)
    - (7) Vương tôn Julian, Công tước xứ Halland (sinh năm 2021)
    - (8) Vương tôn nữ Ines, Nữ Công tước xứ Västerbotten (sinh năm 2025)

  - (9) Vương nữ Madeleine, Nữ Công tước xứ Hälsingland và Gästrikland (sinh năm 1982)[8]
    - (10) Vương tôn nữ Leonore, Nữ Công tước xứ Gotland (sinh năm 2014)[9]
    - (11) Vương tôn Nicolas, Công tước xứ Ångermanland (sinh năm 2015)
    - (12) Vương tôn nữ Adrienne, Nữ Công tước xứ Blekinge (sinh năm 2018)

## Quyền kế vị hợp pháp
Theo Đạo luật Kế vị, chỉ có con cháu của Vua Carl XVI Gustaf, là tín đồ của Giáo hội Thụy Điển và được nuôi dạy tại Thụy Điển mới có quyền hợp pháp để kế vị ngai vàng. Một người và hậu duệ của người đó sẽ mất đi quyền kế vị ngai vàng hợp pháp nếu như:
- Người đó không còn là tín đồ của Giáo hội Thụy Điển (Điều 4)[6][10]
- Người đó kết hôn mà không có sự đồng ý của Chính phủ Thụy Điển (Điều 5)[6][10]
- Người đó trở thành người trị vì của một quốc gia hay vùng lãnh thổ khác, hoặc kết hôn mà không có sự đồng ý của Quốc vương và Quốc hội Thụy Điển (Điều 8)[6][10]